# Fisa Igilisi Pihigia
Fisa Igilisi Pihigia és un polític i diplomàtic de Niue. Des del 2017, és l'Alt Comissionat de Niue a Nova Zelanda.
Pihigia va treballar com a servidor públic i va ser nomenat recaptador de duanes abans d'entrar en política. Va ser membre de l'Assemblea de Niue per Tuapa durant molt de temps, i va ser elegit contínuament de 1990 a 2014.
Va ser ministre de Finances i d'Immigració en el sí del govern dirigit pel primer ministre Young Vivian fins al juny de 2008 · . Va ser igualment president de la delegació permanent de Niue davant de la UNESCO.
Va servir al gabinet de Frank Lui entre 1993 i 1999, i al de Young Vivian de 2002 a 2008, ocupant una varietat de carteres, com ara radiodifusió, policia, finances i salut. El març de 2017 va ser nomenat Alt Comissionat de Niue a Nova Zelanda, en substitució d'O'Love Jacobsen.
L'any 2015 va ser elegit president de l'associació Niue Island Organic Farmers Association de promoció de l'agricultura biològica. Propietari de grans terrenys agrícoles a Tuapa, Pihigia hi cultiva taro, plàtans moniatos, mandioca, llimones verdes i melons.
Es va presentar a la circumpscripció única en les eleccions generals de Niue del 2023, ·  renunciant al càrrec d'Alt Comissariat, que encara ocupava a data de març de 2023, però no va ser elegit.
També va participar als Joce de la Commonwealth de 2002 celebrats a Manchester, quedant dotzè en la prova de menys de 94kh en halterofília.